# Gambrinus (birra)

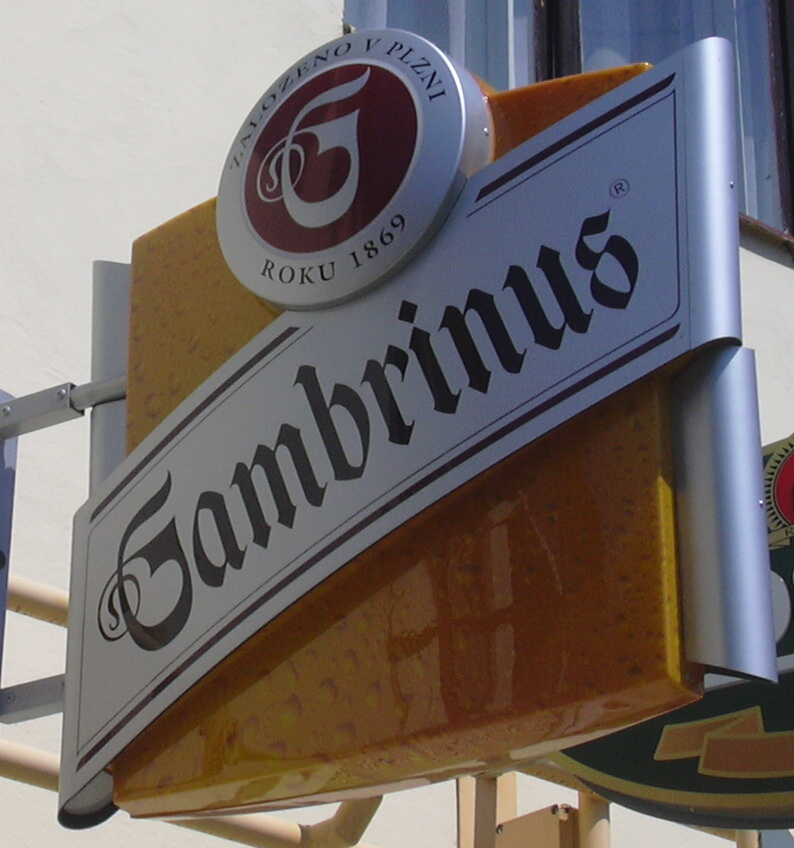
Logo della Gambrinus

La Gambrinus è una birra prodotta in Repubblica Ceca nello stabilimento di Plzeňský Prazdroj, presso Plzeň. È una delle birre più popolari del paese.

## Storia
La birra prende il nome da Gambrinus, leggendario re delle Fiandre, considerato inventore della birra. 
L'azienda fu fondata nel 1869.
Gambrinus è lo sponsor della massima divisione del campionato ceco, la 1. Liga.

## Prodotti

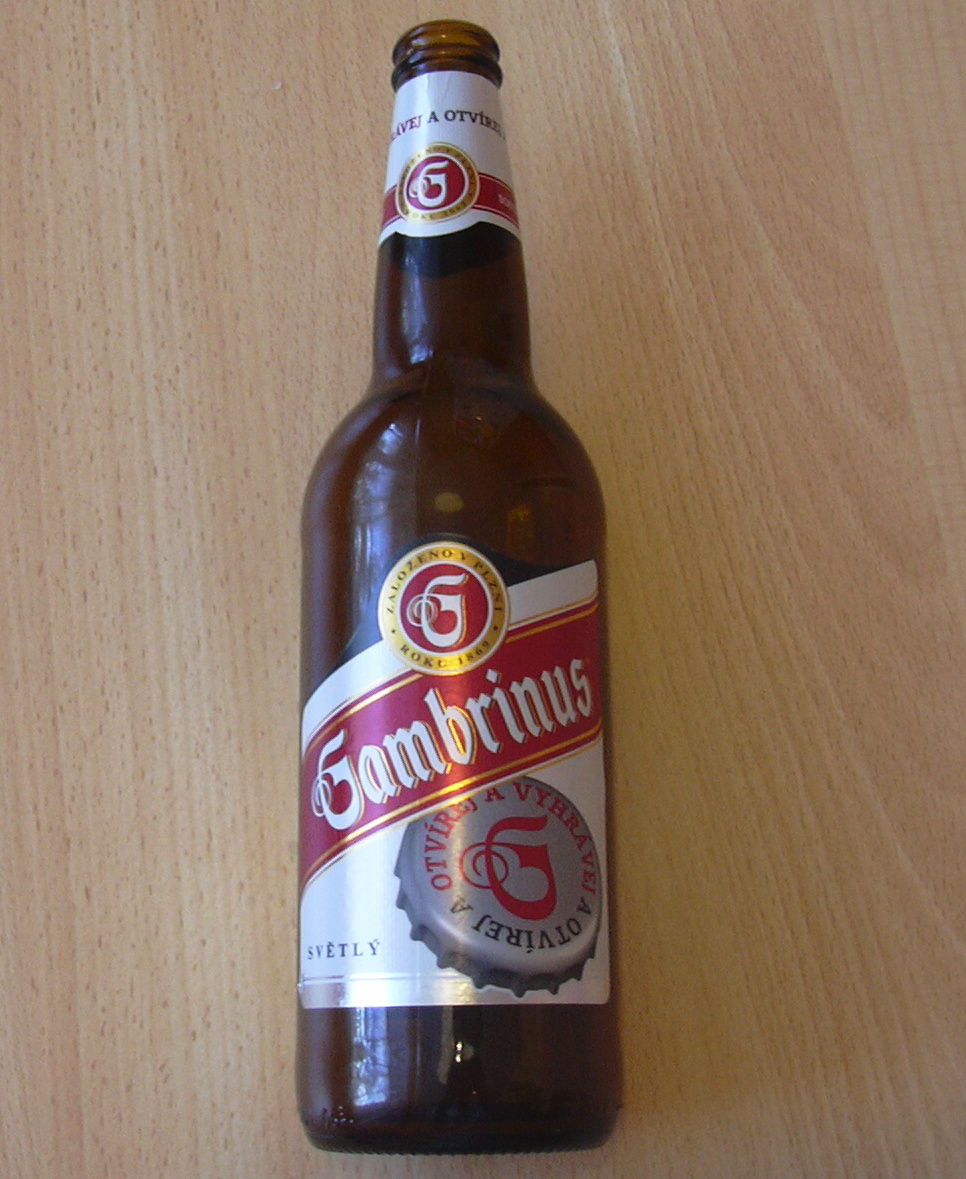
Una birra Gambrinus

I due principali prodotti della Gambrinus sono:
- La Gambrinus light, la birra più diffusa delle Gambrinus in Repubblica Ceca.
- La Gambrinus Premium, una lager dal sapore molto più forte rispetto alla light.

Entrambe le birre derivano dallo stesso mosto di malto di 13 gradi, che viene diluito post-fermentazione per produrre le varianti a 10 e a 12 gradi.
Oltre alle due birre prodotte a Plzeňský Prazdroj, vi sono altre due birre:
- La Gambrinus dia, che presenta una quantità ridotta di zucchero.
- La Gambrinus excelent, una nuova birra prodotta con un diverso tipo di malto, che presenta 11,6 gradi.